# 阿蘇爾科查山 (拉孔本西翁省)
13°13′25″S 73°06′55″W / 13.22361°S 73.11528°W
阿蘇爾科查山（Azulcocha），是秘魯的山峰，位於該國東南部庫斯科大區，由拉孔本西翁省負責管轄，屬於安地斯山脈中維爾卡潘帕山脈的一部分，海拔高度5,269米。